# Robert Lambert
Robert Alan Lambert (ur. 5 kwietnia 1998 w Norwich) – brytyjski żużlowiec.

## Życiorys

### Kariera sportowa
W wieku 6 lat po raz pierwszy wziął udział w zawodach na torze trawiastym. W wieku 14 lat uzyskał licencję, po czym zdecydował się na wyjazd do Niemiec, gdyż sport żużlowy w Anglii można uprawiać po ukończeniu 15. roku życia. 31 maja 2013 podpisał kontrakt z King’s Lynn Young Stars. 5 czerwca 2013 zadebiutował w rezerwach tego zespołu, w wygranym 52:43 meczu przeciwko Buxton Hitmen, w którym zdobył 15 punktów, wygrywając 5 z 6 wyścigów. W sezonie 2014 zadebiutował w Elite League – ówczesnej najwyższej klasie rozgrywkowej Drużynowych Mistrzostw Wielkiej Brytanii. W 2015 startował dla Peterborough Panthers. 4 lipca zadebiutował w cyklu Grand Prix, startując w jednym wyścigu Grand Prix Wielkiej Brytanii w Cardiff jako rezerwa toru. Wziął udział w jednym wyścigu, w którym zdobył 1 punkt. W listopadzie 2015 podpisał kontrakt z beniaminkiem Elitserien – Masarną Avesta. W 2016 zdobył swoje pierwsze w karierze medale zawodów rangi mistrzostw świata (brąz IMŚJ 2016 i srebro DPŚ 2016).
Przed rozpoczęciem sezonu 2017 został zawodnikiem KM Cross Lublin, który do rozgrywek II ligi przystąpił pod nazwą Speed Car Motor Lublin. Był to jego pierwszy sezon w polskiej lidze. Już w pierwszym sezonie startów został najlepszym żużlowcem Motoru ze średnią biegową 2,298. Awansował z nim do I ligi. Dla lubelskiej drużyny jeździł również w roku następnym. Kolejny raz notował udane występy, kończąc sezon ze śr. biegową 2,174. Ponownie zaliczył awans do wyższej klasy rozgrywkowej, tym razem do PGE Ekstraligi. W 2018 jeździł również dla Rospiggarny Hallstavik oraz King’s Lynn Starts. 11 czerwca 2018 wywalczył pierwsze w karierze złoto Indywidualnych mistrzostw Wielkiej Brytanii. Z reprezentacją Wielkiej Brytanii zdobył srebrny medal Speedway of Nations. W dwóch dniach rywalizacji zdobył łącznie 11 punktów.
2019 był dla Lamberta pierwszym rokiem startów w Ekstralidze. Startował głównie pod numerem 8, a śr. biegowa jaką osiągnął wyniosła 1,227. Będąc zawodnikiem King’s Lynn Stars w lidze brytyjskiej, ukończył te rozgrywki jako jeden z najskuteczniejszych zawodników (śr. 2,071). Organizatorzy Grand Prix przyznali mu pierwsze miejsce wśród stałych rezerwowych GP 2019. Z powodu całosezonowej absencji Grega Hancocka, Lambert wystartował w większości rund cyklu, kończąc go na piętnastym miejscu z dorobkiem 39 punktów.
Przed sezonem 2020 podpisał kontrakt z beniaminkiem Ekstraligi – ROWem Rybnik. Już w pierwszym meczu przeciwko Falubazowi Zielona Góra, startując jako zawodnik rezerwowy, zdobył 14 punktów (0,3,3,3,3,2). Przez większą część sezonu był dominującą postacią rybnickiej drużyny, jednak jego dobra jazda nie wystarczyła, aby utrzymać się w lidze. Dostał natomiast nagrodę "Odkrycie sezonu". Bardzo dobrze szło mu również w Mistrzostwach Europy, które rozpoczął od 14 punktów i drugiego miejsca w pierwszej rundzie. Łącznie stanął na podium w czterech z pięciu rund, a w dwóch z nich wygrał. Dało mu to triumf w klasyfikacji końcowej i zapewniło starty w Grand Prix 2021 w roli stałego uczestnika.
Od sezonu 2021 zawodnik Apatora Toruń. 13 lipca 2021 w meczu z GKM Grudziądz zdobył swój pierwszy w karierze komplet punktów na ekstraligowym szczeblu. Debiutancki sezon w GP skończył na 10. miejscu zdobywając 82 punkty. Najlepszym występem Brytyjczyka było 5. miejsce w rundzie rozgrywanej w Vojens. Zdobył złoto Speedway of Nations 2021. Był to pierwszy od 32 lat tytuł mistrzowski Drużynowych Mistrzostw Świata dla reprezentacji Wielkiej Brytanii.
Otrzymał stałą dziką kartę na starty w Grand Prix 2022. 4 czerwca 2022 pierwszy raz w karierze awansował do finału jednej z rund cyklu. 27 sierpnia po raz pierwszy znalazł się na podium zawodów Grand Prix zdobywając 16 punktów, co pozwoliło mu na stanięcie na trzecim miejscu we Wrocławiu.

### Życie prywatne
19 października 2024 r. poślubił toruniankę Julię Podlewską.

## Przynależność klubowa
Wielka Brytania
- King’s Lynn Stars (2014–2019)
- Peterborough Panthers (2015)
- Rye House Rockets (2015)
- Newcastle Diamonds (2016–2017)
- Belle Vue Aces (2022)
- King’s Lynn Stars (2023)

Szwecja
- Masarna Avesta (2016–2017)
- Rospiggarna Hallstavik (2018)
- Lejonen Speedway (2019–2021)
- Eskilstuna Smederna (2022–)

Polska
- Motor Lublin (2017–2019)
- ROW Rybnik (2020)
  - MSC Wölfe Wittstock (2020, gość)
- KS Toruń (2021–)

## Starty w Grand Prix (Indywidualnych Mistrzostwach Świata na Żużlu)
Stan na 29 września 2024
Zwycięstwa w poszczególnych zawodach Grand Prix
| Nr | Dzień       | Nazwa            | Rok  | Miejscowość | Tor                    | Długość toru |
| -- | ----------- | ---------------- | ---- | ----------- | ---------------------- | ------------ |
| 1. | 14 września | Grand Prix Danii | 2024 | Vojens      | Vojens Speedway Center | 300m         |

Miejsca na podium w poszczególnych zawodach Grand Prix
| Nr | Dzień       | Rok  | Nazwa                        | Miejscowość | Tor                                   | Miejsce | Punkty | Biegi           | Zwycięzca        |
| -- | ----------- | ---- | ---------------------------- | ----------- | ------------------------------------- | ------- | ------ | --------------- | ---------------- |
| 1. | 27 sierpnia | 2022 | Grand Prix Polski            | Wrocław     | Stadion Olimpijski                    | 3.      | 14     | (2,3,3,2,1,2,1) | Daniel Bewley    |
| 2. | 10 września | 2022 | Grand Prix Danii             | Vojens      | Vojens Speedway Center (sztuczny tor) | 2.      | 13     | (2,3,t,0,3,3,2) | Bartosz Zmarzlik |
| 3. | 29 kwietnia | 2023 | Grand Prix Chorwacji         | Goričan     | Stadion Milenium                      | 2.      | 15     | (3,3,2,3,0,2,2) | Bartosz Zmarzlik |
| 4. | 11 maja     | 2024 | Grand Prix Polski            | Warszawa    | PGE Narodowy                          | 3.      | 12     | (3,2,1,2,1,2,1) | Jason Doyle      |
| 5. | 15 czerwca  | 2024 | Grand Prix Szwecji           | Målilla     | G&B Stadium                           | 3.      | 14     | (3,3,1,1,3,2,1) | Bartosz Zmarzlik |
| 6. | 17 sierpnia | 2024 | Grand Prix Wielkiej Brytanii | Cardiff     | Millennium Stadium (sztuczny tor)     | 2.      | 14     | (3,1,3,2,0,3,2) | Daniel Bewley    |
| 7. | 31 sierpnia | 2024 | Grand Prix Polski            | Wrocław     | Stadion Olimpijski                    | 3.      | 13     | (2,2,2,1,3,2,1) | Martin Vaculík   |
| 8. | 14 września | 2024 | Grand Prix Danii             | Vojens      | Vojens Speedway Center                | 1.      | 15     | (1,2,3,1,3,2,3) | –                |

### Punkty w poszczególnych zawodachGrand Prix
| Sezon 2015             |                        |                      |                                |                                 |                                |                                 |                                 |                                |                       |                   |                          |                   |         |         |         |         |         |         |         |         |         |        |        |        |        |        |        |        |        |        |        |        |        |
| GP Polski – Warszawa   | GP Finlandii – Tampere | GP Czech – Praga     | GP Wielkiej Brytanii – Cardiff | GP Łotwy – Dyneburg             | GP Szwecji – Målilla           | GP Danii – Horsens              | GP Polski – Gorzów Wielkopolski | GP Słowenii – Krško            | GP Sztokholmu – Solna | GP Polski – Toruń | GP Australii – Melbourne | miejsce           | miejsce | miejsce | miejsce | miejsce | miejsce | miejsce | miejsce | miejsce | miejsce | punkty | punkty | punkty | punkty | punkty | punkty | punkty | punkty | punkty | punkty |        |        |
| –                      | –                      | –                    | 1                              | –                               | –                              | –                               | –                               | –                              | –                     | –                 | –                        | 27                | 27      | 27      | 27      | 27      | 27      | 27      | 27      | 27      | 27      | 1      | 1      | 1      | 1      | 1      | 1      | 1      | 1      | 1      | 1      |        |        |
| Sezon 2018             |                        |                      |                                |                                 |                                |                                 |                                 |                                |                       |                   |                          |                   |         |         |         |         |         |         |         |         |         |        |        |        |        |        |        |        |        |        |        |        |        |
| GP Polski – Warszawa   | GP Czech – Praga       | GP Danii – Horsens   | GP Szwecji – Hallstavik        | GP Wielkiej Brytanii – Cardiff  | GP Skandynawii – Målilla       | GP Polski – Gorzów Wielkopolski | GP Słowenii – Krško             | GP Niemiec – Teterow           | GP Polski – Toruń     | miejsce           | miejsce                  | miejsce           | miejsce | miejsce | miejsce | miejsce | miejsce | miejsce | miejsce | miejsce | miejsce | punkty | punkty | punkty | punkty | punkty | punkty | punkty | punkty | punkty | punkty | punkty | punkty |
| –                      | –                      | –                    | –                              | 1                               | –                              | –                               | –                               | –                              | –                     | 29                | 29                       | 29                | 29      | 29      | 29      | 29      | 29      | 29      | 29      | 29      | 29      | 1      | 1      | 1      | 1      | 1      | 1      | 1      | 1      | 1      | 1      | 1      | 1      |
| Sezon 2019             |                        |                      |                                |                                 |                                |                                 |                                 |                                |                       |                   |                          |                   |         |         |         |         |         |         |         |         |         |        |        |        |        |        |        |        |        |        |        |        |        |
| GP Polski – Warszawa   | GP Słowenii – Krško    | GP Czech – Praga     | GP Szwecji – Hallstavik        | GP Polski – Wrocław             | GP Skandynawii – Målilla       | GP Niemiec – Teterow            | GP Danii – Vojens               | GP Wielkiej Brytanii – Cardiff | GP Polski – Toruń     | miejsce           | miejsce                  | miejsce           | miejsce | miejsce | miejsce | miejsce | miejsce | miejsce | miejsce | miejsce | miejsce | punkty | punkty | punkty | punkty | punkty | punkty | punkty | punkty | punkty | punkty | punkty | punkty |
| 8                      | 7                      | 6                    | 3                              | –                               | –                              | 4                               | 3                               | 6                              | 2                     | 15                | 15                       | 15                | 15      | 15      | 15      | 15      | 15      | 15      | 15      | 15      | 15      | 39     | 39     | 39     | 39     | 39     | 39     | 39     | 39     | 39     | 39     | 39     | 39     |
| Sezon 2021             |                        |                      |                                |                                 |                                |                                 |                                 |                                |                       |                   |                          |                   |         |         |         |         |         |         |         |         |         |        |        |        |        |        |        |        |        |        |        |        |        |
| GP Czech – Praga       | GP Czech – Praga       | GP Polski – Wrocław  | GP Polski – Wrocław            | GP Polski – Lublin              | GP Polski – Lublin             | GP Szwecji – Målilla            | GP Rosji – Togliatti            | GP Danii – Vojens              | GP Polski – Toruń     | GP Polski – Toruń | miejsce                  | miejsce           | miejsce | miejsce | miejsce | miejsce | miejsce | miejsce | miejsce | miejsce | miejsce | punkty | punkty | punkty | punkty | punkty | punkty | punkty | punkty | punkty | punkty | punkty |        |
| 7                      | 2                      | 9                    | 9                              | 6                               | 8                              | 6                               | 1                               | 12                             | 11                    | 11                | 10                       | 10                | 10      | 10      | 10      | 10      | 10      | 10      | 10      | 10      | 10      | 82     | 82     | 82     | 82     | 82     | 82     | 82     | 82     | 82     | 82     | 82     |        |
| Sezon 2022             |                        |                      |                                |                                 |                                |                                 |                                 |                                |                       |                   |                          |                   |         |         |         |         |         |         |         |         |         |        |        |        |        |        |        |        |        |        |        |        |        |
| GP Chorwacji – Goričan | GP Polski – Warszawa   | GP Czech – Praga     | GP Niemiec – Teterow           | GP Polski – Gorzów Wielkopolski | GP Wielkiej Brytanii – Cardiff | GP Polski – Wrocław             | GP Danii – Vojens               | GP Szwecji – Målilla           | GP Polski – Toruń     | miejsce           | miejsce                  | miejsce           | miejsce | miejsce | miejsce | miejsce | miejsce | miejsce | miejsce | miejsce | punkty  | punkty | punkty | punkty | punkty | punkty | punkty | punkty | punkty | punkty | punkty |        |        |
| 10                     | 8                      | 4                    | 14                             | 11                              | 5                              | 16                              | 18                              | 11                             | 6                     | 5                 | 5                        | 5                 | 5       | 5       | 5       | 5       | 5       | 5       | 5       | 5       | 103     | 103    | 103    | 103    | 103    | 103    | 103    | 103    | 103    | 103    | 103    |        |        |
| Sezon 2023             |                        |                      |                                |                                 |                                |                                 |                                 |                                |                       |                   |                          |                   |         |         |         |         |         |         |         |         |         |        |        |        |        |        |        |        |        |        |        |        |        |
| GP Chorwacji – Goričan | GP Polski – Warszawa   | GP Czech – Praga     | GP Niemiec – Teterow           | GP Polski – Gorzów Wielkopolski | GP Szwecji – Målilla           | GP Łotwy – Ryga                 | GP Wielkiej Brytanii – Cardiff  | GP Danii – Vojens              | GP Polski – Toruń     | miejsce           | miejsce                  | miejsce           | miejsce | miejsce | miejsce | miejsce | miejsce | miejsce | miejsce | punkty  | punkty  | punkty | punkty | punkty | punkty | punkty | punkty | punkty | punkty |        |        |        |        |
| 18                     | 5                      | 9                    | 10                             | 12                              | 9                              | 8                               | 12                              | 14                             | 11                    | 6                 | 6                        | 6                 | 6       | 6       | 6       | 6       | 6       | 6       | 6       | 6       | 108     | 108    | 108    | 108    | 108    | 108    | 108    | 108    | 108    | 108    | 108    |        |        |
| Sezon 2024             |                        |                      |                                |                                 |                                |                                 |                                 |                                |                       |                   |                          |                   |         |         |         |         |         |         |         |         |         |        |        |        |        |        |        |        |        |        |        |        |        |
| GP Chorwacji – Goričan | Sprint – Warszawa      | GP Polski – Warszawa | GP Niemiec – Landshut          | GP Czech – Praga                | GP Szwecji – Målilla           | GP Polski – Gorzów Wielkopolski | Sprint – Cardiff                | GP Wielkiej Brytanii – Cardiff | GP Polski – Wrocław   | GP Łotwy – Ryga   | GP Danii – Vojens        | GP Polski – Toruń | miejsce | miejsce | miejsce | miejsce | miejsce | miejsce | miejsce | miejsce | punkty  | punkty | punkty | punkty | punkty | punkty | punkty | punkty |        |        |        |        |        |
| 12                     | 1                      | 16                   | 12                             | 12                              | 16                             | 3                               | –                               | 18                             | 16                    | 11                | 20                       | 7                 |         |         |         |         |         |         |         |         | 144     | 144    | 144    | 144    | 144    | 144    | 144    | 144    |        |        |        |        |        |

| Statystyki        | Statystyki |
| ----------------- | ---------- |
| Starty            | 52         |
| Zwycięstwa        | 1          |
| Miejsca na podium | 8          |
| Finalista         | 10         |
| Punkty            | 478        |

## Starty windywidualnych mistrzostwach świata juniorów
| Sezon 2016  |           |           |         |         |         |         |         |         |         |         |         |        |        |        |        |        |        |        |        |        |
| King’s Lynn | Pardubice | Gdańsk    | miejsce | miejsce | miejsce | miejsce | miejsce | miejsce | miejsce | miejsce | miejsce | punkty | punkty | punkty | punkty | punkty | punkty | punkty | punkty | punkty |
| 19          | 11        | 7         |         |         |         |         |         |         |         |         |         | 37     | 37     | 37     | 37     | 37     | 37     | 37     | 37     | 37     |
| Sezon 2017  |           |           |         |         |         |         |         |         |         |         |         |        |        |        |        |        |        |        |        |        |
| Poznań      | Güstrow   | Pardubice | miejsce | miejsce | miejsce | miejsce | miejsce | miejsce | miejsce | miejsce | miejsce | punkty | punkty | punkty | punkty | punkty | punkty | punkty | punkty | punkty |
| 9           | 15        | 3         | 7       | 7       | 7       | 7       | 7       | 7       | 7       | 7       | 7       | 27     | 27     | 27     | 27     | 27     | 27     | 27     | 27     | 27     |
| Sezon 2018  |           |           |         |         |         |         |         |         |         |         |         |        |        |        |        |        |        |        |        |        |
| Dyneburg    | Leszno    | Pardubice | miejsce | miejsce | miejsce | miejsce | miejsce | miejsce | miejsce | miejsce | miejsce | punkty | punkty | punkty | punkty | punkty | punkty | punkty | punkty | punkty |
| 17          | 13        | 18        |         |         |         |         |         |         |         |         |         | 48     | 48     | 48     | 48     | 48     | 48     | 48     | 48     | 48     |
| Sezon 2019  |           |           |         |         |         |         |         |         |         |         |         |        |        |        |        |        |        |        |        |        |
| Lublin      | Güstrow   | Pardubice | miejsce | miejsce | miejsce | miejsce | miejsce | miejsce | miejsce | miejsce | miejsce | punkty | punkty | punkty | punkty | punkty | punkty | punkty | punkty | punkty |
| 14          | 7         | 11        | 5       | 5       | 5       | 5       | 5       | 5       | 5       | 5       | 5       | 32     | 32     | 32     | 32     | 32     | 32     | 32     | 32     | 32     |

| Statystyki        | Statystyki |
| ----------------- | ---------- |
| Starty            | 12         |
| Zwycięstwa        | 0          |
| Miejsca na podium | 5          |
| Finalista         | 5          |
| Punkty            | 144        |

## Starty wdrużynowych mistrzostwach świata

### Drużynowy Puchar Świata
| Sezon | Dzień                | Miejscowość                           | Miejsce | Punkty | Biegi                   | Reprezentacja   | Zwycięzca |
| ----- | -------------------- | ------------------------------------- | ------- | ------ | ----------------------- | --------------- | --------- |
| 2015  | 8 czerwca 11 czerwca | King’s Lynn (Półfinał) Vojens (Baraż) | 5.      | 7 8    | (1,t,2,2,2) (3,1,-,3,1) | Wielka Brytania | Szwecja   |
| 2016  | 30 lipca             | Manchester (Finał)                    | 2.      | 3      | (1,1,0,1,0)             | Wielka Brytania | Polska    |
| 2017  | 1 lipca 8 lipca      | King’s Lynn (Półfinał) Leszno (finał) | 4.      | 13 1   | (3,3,2,3,2) (0,0,0,-,1) | Wielka Brytania | Polska    |
| 2023  | 25 lipca 29 lipca    | Wrocław (Półfinał) Wrocław (Finał)    | 2.      | 13 12  | (2,3,2,3,3) (3,2,3,3,1) | Wielka Brytania | Polska    |

### Speedway of Nations
| Sezon | Dzień                           | Miejscowość | Miejsce | Punkty    | Biegi                           | Reprezentacja   | Zwycięzca |
| ----- | ------------------------------- | ----------- | ------- | --------- | ------------------------------- | --------------- | --------- |
| 2018  | 8 czerwca 9 czerwca             | Wrocław     | 2.      | 7 17+3    | (1,1,2,2,1) (0,1,1,1,1,0+0)     | Wielka Brytania | Rosja     |
| 2019  | 20 lipca 21 lipca               | Togliatti   | 7.      | 2 0       | (1,1,0) (0)                     | Wielka Brytania | Rosja     |
| 2020  | 17 października                 | Lublin      | 6.      | 6         | (t,2,4,t)                       | Wielka Brytania | Rosja     |
| 2021  | 16 października 17 października | Manchester  | 1.      | 12 20+4+3 | (4,4,0,w,-,4) (3,3,3,4,4,3+4+3) | Wielka Brytania | –         |
| 2022  | 30 lipca                        | Vojens      | 2.      | 18+0      | (3,4,4,2,3,2+0)                 | Wielka Brytania | Australia |
| 2024  | 13 lipca                        | Manchester  | 1.      | 22+3+4    | (4,4,3,4,4,3,+3+4)              | Wielka Brytania | –         |

## Starty w lidze (szczegółowo)

### Liga brytyjska
| Sezon | Liga         | Klub              | Miejsce | Mecze | Biegi | Punkty | Bonusy | Razem | Śr. bieg.   | Śr. mecz. |
| ----- | ------------ | ----------------- | ------- | ----- | ----- | ------ | ------ | ----- | ----------- | --------- |
| 2014  | Elite League | King’s Lynn Stars | 3.      | b.d.  | 143   | 194    | 26     | 220   | 1,539 (44.) | 5,54      |
| 2015  | Elite League | Leicester Lions   | 6.      | 26    | 102   | 173    | 27     | 200   | 1,961 (12.) | 7,52      |
| 2016  | Elite League | Lakeside Hammers  | 3.      | 26    | 110   | 193    | 21     | 214   | 1,918 (15.) | 8,39      |
| 2017  | Premiership  | King’s Lynn Stars | 7.      | 27    | 112   | 217    | 14     | 231   | 1,973 (16.) | 8,68      |
| 2018  | Premiership  | King’s Lynn Stars | 2.      | 31    | 168   | 392    | 27     | 419   | 2,494 (1.)  | 12,65     |
| 2019  | Premiership  | King’s Lynn Stars | 6.      | 20    | 98    | 188    | 15     | 203   | 2,071 (7.)  | 9,89      |

### Liga szwedzka
| Sezon | Liga       | Klub                   | Miejsce | Mecze | Biegi | Punkty | Bonusy | Razem | Śr. bieg.   | Śr. mecz. |
| ----- | ---------- | ---------------------- | ------- | ----- | ----- | ------ | ------ | ----- | ----------- | --------- |
| 2016  | Elitserien | Masarna Avesta         | 5.      | 5     | 22    | 28     | 3      | 31    | 1,409 (nsk) | 5,60      |
| 2017  | Elitserien | Masarna Avesta         | 3.      | 5     | 22    | 28     | 3      | 31    | 1,409 (nsk) | 5,60      |
| 2018  | Elitserien | Rospiggarna Hallstavik | 3.      | 16    | 76    | 137    | 19     | 156   | 2,053 (11.) | 8,56      |
| 2019  | Elitserien | Lejonen Gislaved       | 5.      | 12    | 65    | 114    | 12     | 126   | 1,939 (16.) | 9,50      |
| 2020  | Elitserien | Lejonen Gislaved       | 3.      | 8     | 40    | 108    | 1      | 109   | 2,725 (1.)  | 13,50     |
| 2021  | Elitserien | Lejonen Gislaved       | 5.      | 15    | 68    | 137    | 4      | 141   | 2,074 (14.) | 10,54     |
| 2022  | Elitserien | Eskilstuna Smederna    | 1.      | 15    | 78    | 159    | 16     | 175   | 2,244 (4.)  | 10,60     |

### Liga polska
| Sezon | Liga       | Klub                              | Miejsce     | Mecze | Biegi | Punkty | Bonusy | Razem | Śr. bieg.   | Śr. mecz. |
| ----- | ---------- | --------------------------------- | ----------- | ----- | ----- | ------ | ------ | ----- | ----------- | --------- |
| 2017  | 2. Liga    | Motor Lublin                      | 2. (awans)  | 7     | 38    | 82     | 4      | 86    | 2,263 (6.)  | 11,71     |
| 2018  | 1. Liga    | Motor Lublin                      | 1. (awans)  | 18    | 86    | 166    | 21     | 187   | 2,174 (7.)  | 9,22      |
| 2019  | Ekstraliga | Motor Lublin                      | 6.          | 12    | 44    | 47     | 7      | 54    | 1,227 (45.) | 3,92      |
| 2020  | Ekstraliga | ROW Rybnik                        | 8. (spadek) | 14    | 80    | 142    | 5      | 147   | 1,838 (22.) | 10,14     |
| 2020  | 2. Liga    | MSC Wölfe Wittstock (gość)        | 6.          | 3     | 15    | 39     | 0      | 39    | 2,600 (nsk) | 13,00     |
| 2021  | Ekstraliga | eWinner Apator Toruń              | 6.          | 14    | 72    | 137    | 13     | 150   | 2,083 (9.)  | 9,79      |
| 2022  | Ekstraliga | For Nature Solutions Apator Toruń | 4.          | 20    | 125   | 245    | 21     | 266   | 2,128 (9.)  | 12,25     |
| 2023  | Ekstraliga | For Nature Solutions Apator Toruń | 3.          | 20    | 102   | 179    | 15     | 194   | 1,902 (19.) | 8,95      |
| 2024  | Ekstraliga | KS Apator Toruń                   | 3.          | 20    | 108   | 232    | 14     | 246   | 2,278 (4.)  | 11,60     |

## Osiągnięcia
- Trzykrotny młodzieżowy indywidualny mistrz Wielkiej Brytanii (2017, 2018, 2019) i dwukrotny srebrny medalista Młodzieżowych Indywidualnych Mistrzostw Wielkiej Brytanii (2015, 2016)
- Dwukrotny Indywidualny mistrz Wielkiej Brytanii (2018, 2025) i brązowy medalista Indywidualnych Mistrzostw Wielkiej Brytanii (2016)
- Indywidualny mistrz Europy (2020)[16]
- Dwukrotny złoty medalista Speedway of Nations (2021[19], 2024[21])
- Srebrny medalista Mistrzostw Polski Par Klubowych (2024)[22]
- Srebrny medalista cyklu GP (2024)[23]